# Zslobin
Zslobin (Жлобін, oroszul Жлобин) – város Fehéroroszország délkeleti részén, a Homeli terület Zslobini járásának székhelye. A Dnyeper bal partján fekszik, Homeltől száz kilométerre északnyugatra. A terület 3. legnépesebb városa, 2005-ben 73 ezer lakosa volt. Az ország legfontosabb kohászati központja. Fontos vasúti csomópont a Homel-Babrujszk, illetve a Mazir-Mahiljov vasútvonalak kereszteződésénél. Vasúti és közúti híd a Dnyeperen, mellette halad el a Homel-Babrujszk közötti M5-ös főút.

## Történelem
A település első írásos említése 1492-ből származik. A 15-16. században vára is volt. 1793-ban Oroszországhoz csatolták. 1893-ban épült meg a Gomel-Bobrujszk vasútvonal, 1886-ban pedig megnyílt a folyami gőzhajók kikötője, mely megalapozta a város fejlődését. 1902-ben megépült a Vityebszk-Zslobin, 1915-ben pedig a Sepetovka-Zslobin vasútvonal. 1924-ben a Belorusz SZSZK-hoz csatolták járási székhelyként, a következő évben várossá nyilvánították. 1933-ban 9,5 ezer, 1939-ben 19,3 ezer lakosa volt. A német megszállás alatt (1941 július – 1944 június) súlyos károkat szenvedett.
1970-ben 25 ezer lakosa volt . Rohamos fejlődésnek az 1980-as években indult, amikor felépült a BMZ kohászati kombinát, mely 1984-ben kezdte meg a termelést. Lakossága háromszorosára nőtt, új lakótelepek sora épült.

## Gazdaság
A város gazdasági életének meghatározója a BMZ (Белорусский металлургический завод) kohászati üzem, mely az az ország legnagyobb vas- és acélkohászati üzeme, mintegy 13 ezer foglalkoztatottal . Jelentős élelmiszer (húskombinát) és könnyűipara, valamint vasúti járműjavító üzemei vannak. Fafeldolgozása és építőipara is említést érdemel.

## Nevezetességek
Zslobin városképére a szocialista időszak épületei a jellemzőek, jelentős műemlékei nincsenek. Két temploma (Troickij-, Kazimir-templom) az 1990-es években épült.